# Грибошинский сельсовет
Грибошинский сельсовет — упразднённая административно-территориальная единица в Лузском районе Кировской области России. Административный центр - деревня Грибошино.

## Топоним
Первоначально — Грибошинский сельский Совет РККД. Затем Грибошинский сельский Совет депутатов трудящихся.

## География
Сельсовет находился в северо-западной части региона, в подзоне средней тайги.

## История
Организован в результате нового административно -территориального деления в 1924 году.
В 1959 году в состав данного сельсовета вошла территория упразднённого Вымского сельсовета

### Административно-территориальная принадлежность
- 1924—1930 — Лальский район Северодвинской губернии
- 1931—1936 — Северный край
- 1937—1938 — Северная область
- 1939—1940 — Архангельская область
- с 1941 года — Кировская область[1].

## Состав сельсовета
На 1939 год в составе сельсовета 43 населённых пункта
| № п.п. | Тип         | Название                              |
| 1      |             | Андреева Гора (Волбаз)                |
| 2      | с.          | Андреевское                           |
| 3      | уч.         | Анфимовка                             |
| 4      | лесоучасток | Большой Каюг                          |
| 5      |             | Боровка                               |
| 6      |             | Бурковская (Месино)                   |
| 7      |             | Вердюковская (Прислон)                |
| 8      |             | Гора-Горка                            |
| 9      |             | Горка (Лаврушников)                   |
| 10     |             | Горка Выставок                        |
| 11     | д.          | Грибошино (Быково)                    |
| 12     |             | Грибошинская больница                 |
| 13     |             | Грибошинский выставок (Кальцево)      |
| 14     |             | Дресвище                              |
| 15     |             | Зафоминская                           |
| 16     |             | Захаритоновская (Поселение)           |
| 17     | лесоучасток | Камень                                |
| 18     |             | Комельская 1-я (Филино)               |
| 19     |             | Комельская 2-я                        |
| 20     |             | Косково                               |
| 21     | бараки      | Лагерный пункт № 6                    |
| 22     | бараки      | Лагерный пункт № 7                    |
| 23     |             | Лопотово                              |
| 24     |             | Лопотовский выставок                  |
| 25     | лесоучасток | Мостовица (№ 58)                      |
| 26     |             | Мысовская (Букосько)                  |
| 27     |             | Насоновская (Бечково)                 |
| 28     |             | Никитинская (Угол)                    |
| 29     |             | Пасхалинская (Сокольниково)           |
| 30     |             | Перевоз                               |
| 31     |             | Пестовская (Большой Городок)          |
| 32     |             | Пестовская (Малый Городок)            |
| 33     |             | Плишкино                              |
| 34     |             | Плишкинский выставок                  |
| 35     | уч.         | Прость                                |
| 36     |             | Романова Гора (Симкино)               |
| 37     |             | Спирина Гора                          |
| 38     | уч.         | Сумарока                              |
| 39     |             | Тереховская (Петраковы)               |
| 40     |             | Тереховский выставок 1-й (Запрягаево) |
| 41     |             | Тимошинская (Еськино)                 |
| 42     |             | Фоминская                             |
| 43     |             | Харитоново                            |